# 7. Biathlon-Weltcup 2022/23 (Nové Město na Moravě)
Der 7. Weltcup der Biathlonsaison 2022/23 fand im mährischen Nové Město na Moravě in der Tschechischen Republik statt. Die Wettkämpfe in der Vysočina Arena wurden nach einjähriger Pause vom 27. Februar bis 5. März 2023 ausgetragen. Im kommenden Jahr sollen am selben Ort die Weltmeisterschaften ausgetragen werden.

## Wettkampfprogramm
| Datum        | Männer    | Männer                  | Frauen                  | Frauen                  |
| ------------ | --------- | ----------------------- | ----------------------- | ----------------------- |
| Do, 02.03.23 | 16:10 Uhr | Sprint (10 km)          |                         |                         |
| Fr, 03.03.23 |           |                         | 16:10 Uhr               | Sprint (7,5 km)         |
| Sa, 04.03.23 | 13:50 Uhr | Verfolgung (12,5 km)    | 15:45 Uhr               | Verfolgung (10 km)      |
| So, 05.03.23 | 11:30 Uhr | Mixedstaffel (4 • 6 km) | Mixedstaffel (4 • 6 km) | Mixedstaffel (4 • 6 km) |
| So, 05.03.23 | 15:15 Uhr | Single-Mixed-Staffel    | Single-Mixed-Staffel    | Single-Mixed-Staffel    |

## Teilnehmende Nationen und Athleten
| Nation               | Anzahl               | Athlet                                                                                               | Athletin                                                                                                 |
| Europa (22 Nationen) | Europa (22 Nationen) | Europa (22 Nationen)                                                                                 | Europa (22 Nationen)                                                                                     |
| -------------------- | -------------------- | --- | --- |
| Belgien              | 3+1                  | César Beauvais, Florent Claude, Thierry Langer                                                       | Lotte Lie                                                                                                |
| Bulgarien            | 2+3                  | Wladimir Iliew, Anton Sinapow                                                                        | Daniela Kadewa, Marija Sdrawkowa, Milena Todorowa                                                        |
| Deutschland          | 6+6                  | Benedikt Doll, Johannes Kühn, Philipp Nawrath, Roman Rees, Justus Strelow, David Zobel               | Denise Herrmann-Wick, Janina Hettich-Walz, Hanna Kebinger, Sophia Schneider, Vanessa Voigt, Anna Weidel  |
| Estland              | 3+4                  | Raido Ränkel, Kristo Siimer, Rene Zahkna                                                             | Susan Külm, Regina Ermits, Johanna Talihärm, Tuuli Tomingas                                              |
| Finnland             | 5+4                  | Otto Invenius, Jonni Mukkala, Joni Mustonen, Jaakko Ranta, Tero Seppälä                              | Mari Eder, Erika Jänkä, Nastassja Kinnunen, Suvi Minkkinen                                               |
| Frankreich           | 5+6                  | Fabien Claude, Quentin Fillon Maillet, Antonin Guigonnat, Oscar Lombardot, Éric Perrot               | Sophie Chauveau, Chloé Chevalier, Anaïs Chevalier-Bouchet, Caroline Colombo, Lou Jeanmonnot, Julia Simon |
| Griechenland         | 1                    | Apostolos Angelis                                                                                    | |
| Italien              | 4+5                  | Didier Bionaz, Patrick Braunhofer, Tommaso Giacomel, Elia Zeni                                       | Hannah Auchentaller, Samuela Comola, Rebecca Passler, Lisa Vittozzi, Dorothea Wierer                     |
| Kroatien             | 1+1                  | Krešimir Crnković                                                                                    | Anika Kožica                                                                                             |
| Lettland             | 3+2                  | Edgars Mise, Aleksandrs Patrijuks, Andrejs Rastorgujevs                                              | Baiba Bendika, Annija Sabule                                                                             |
| Litauen              | 4+2                  | Karol Dombrovski, Maksim Fomin, Tomas Kaukėnas, Vytautas Strolia                                     | Gabrielė Leščinskaitė, Natalija Kočergina                                                                |
| Moldau               | (3)+2                | Pawel Magasejew, Maxim Makarow, Michail Ussow (nur Single-Mixed-Staffel)                             | Alla Ghilenko, Alina Stremous                                                                            |
| Norwegen             | 5+3                  | Johannes Thingnes Bø, Tarjei Bø, Vetle Sjåstad Christiansen, Johannes Dale, Endre Strømsheim         | Karoline Offigstad Knotten, Marte Olsbu Røiseland, Ingrid Landmark Tandrevold                            |
| Österreich           | 3+5                  | Simon Eder, David Komatz, Harald Lemmerer                                                            | Anna Gandler, Lisa Hauser, Anna Juppe, Tamara Steiner, Dunja Zdouc                                       |
| Polen                | 3+4                  | Tomasz Jakieła, Andrzej Nędza-Kubiniec, Woicjech Skorusa                                             | Joanna Jakieła, Anna Mąka, Natalia Sidorowicz, Kamila Żuk                                                |
| Rumänien             | (4)+2                | George Buta, George Colțea, Raul Flore (nur Mixedstaffel), Dmitri Schamajew                          | Anastassija Tolmatschowa, Jelena Tschirkowa                                                              |
| Schweden             | 6+6                  | Peppe Femling, Jesper Nelin, Emil Nykvist, Martin Ponsiluoma, Sebastian Samuelsson, Malte Stefansson | Mona Brorsson, Anna Magnusson, Stina Nilsson, Elvira Öberg, Hanna Öberg, Linn Persson                    |
| Schweiz              | 5+4                  | Joscha Burkhalter, Jeremy Finello, Niklas Hartweg, Sebastian Stalder, Serafin Wiestner               | Amy Baserga, Aita Gasparin, Elisa Gasparin, Lena Häcki-Groß                                              |
| Slowakei             | 3+4                  | Tomáš Hasilla, Matej Kazár, Michal Šíma                                                              | Paulína Bátovská Fialková, Ivona Fialková, Mária Remeňová, Zuzana Remeňová                               |
| Slowenien            | 5+2                  | Alex Cisar, Miha Dovžan, Jakov Fak, Rok Tršan, Anton Vidmar                                          | Polona Klemenčič, Anamarija Lampič                                                                       |
| Tschechien           | 5+5                  | Michal Krčmář, Jonáš Mareček, Tomáš Mikyska, Jakub Štvrtecký, Adam Václavík                          | Lucie Charvátová, Markéta Davidová, Jessica Jislová, Tereza Vinklárková, Tereza Voborníková              |
| Ukraine              | 5+5                  | Anton Dudtschenko, Denys Nassyko, Dmytro Pidrutschnyj, Artem Pryma, Bohdan Zymbal                    | Olena Bilossjuk, Darija Blaschko, Julija Dschyma, Ljubow Kypiatschenkowa, Anastassija Merkuschyna        |
| Amerika (2 Nationen) |                      | | |
| Kanada               | 2+3                  | Christian Gow, Logan Pletz                                                                           | Emma Lunder, Nadia Moser, Benita Peiffer                                                                 |
| Vereinigte Staaten   | 3+3                  | Vincent Bonacci, Sean Doherty, Václav Červenka                                                       | Kelsey Dickinson, Chloe Levins, Joanne Reid                                                              |
| Asien (4 Nationen)   |                      | | |
| Japan                | 4+3                  | Shohei Kodama, Keita Nagaoka, Kiyomasa Ojima, Mikito Tachizaki                                       | Hikaru Fukuda, Aoi Sato, Fuyuko Tachizaki                                                                |
| Kasachstan           | (4)+2                | Kirill Bauer (nur Mixedstaffel), Ässet Düissenow, Wladislaw Kirejew, Alexander Muchin                | Ljudmila Achatowa, Anastassija Kondratjewa                                                               |
| Südkorea             | 2+2                  | Choi Du-jin, Timofei Lapschin                                                                        | Jekaterina Awwakumowa, Ko Eun-jung                                                                       |
| Volksrepublik China  | 2+2                  | Guoqiang Ma, Yan Xingyuan                                                                            | Chu Yuanmeng, Wen Ying                                                                                   |

## Ausgangslage
Als Führende der Gesamtwertung gingen nach den Weltmeisterschaften weiterhin Johannes Thingnes Bø und Julia Simon an den Start. Bei Bø betrug der Abstand schon über 200 Punkte auf Sturla Holm Lægreid, mit 76 Punkten Vorsprung auf Elvira Öberg war Simons Vorsprung wesentlich geringer, aber dennoch relativ komfortabel.

Die Saison beendet haben aus unterschiedlichen Gründen Émilien Jacquelin, Lukas Hofer, Felix Leitner und Paul Schommer, wonach sie das letzte Trimester nicht mehr bestritten. In den deutschsprachigen Teams gab es keine weitreichenden Änderungen zum Athletenaufgebot in Antholz, lediglich Lea Meier fehlte, da sie an der Junioren-WM teilnahm.

Im Tausch mit Tilda Johansson war Stina Nilsson wieder zurück im Weltcupteam, bei den Norwegern übernahm der IBU-Cup-Gesamtsieger Endre Strømsheim den Platz von Filip Fjeld Andersen. Aufgrund von Atemwegsinfektionen und Magenbeschwerden fielen außerdem Ragnhild Femsteinevik, Ida Lien und die neunominierte Juni Arnekleiv aus, womit nur drei norwegische Athletinnen an den Start gingen. Auch Sturla Holm Lægreid musste sich am Tag vor Rennbeginn krankheitsbedingt abmelden, womit er als erster Verfolger Bøs nahezu keine Chance mehr hatte, die große Kristallkugel noch für sich zu gewinnen.

## Ergebnisse
| 7. Weltcup in Nové Město na Moravě, 27. Februar bis 5. März 2023 | 7. Weltcup in Nové Město na Moravě, 27. Februar bis 5. März 2023 | 7. Weltcup in Nové Město na Moravě, 27. Februar bis 5. März 2023    | 7. Weltcup in Nové Město na Moravě, 27. Februar bis 5. März 2023          | 7. Weltcup in Nové Město na Moravě, 27. Februar bis 5. März 2023                             |
| ---------------------------------------------------------------- | ---------------------------------------------------------------- | ------------------------------------------------------------------- | ------------------------------------------------------------------------- | -------------------------------------------------------------------------------------------- |
| Datum                                                            | Disziplin                                                        | Erster Platz                                                        | Zweiter Platz                                                             | Dritter Platz                                                                                |
| 2. März 2023 (Do.)                                               | Sprint (10 km)                                                   | Johannes Thingnes Bø                                                | Tarjei Bø                                                                 | Vetle Sjåstad Christiansen                                                                   |
| 3. März 2023 (Fr.)                                               | Sprint (7,5 km)                                                  | Marte Olsbu Røiseland                                               | Ingrid Landmark Tandrevold                                                | Anaïs Chevalier-Bouchet                                                                      |
| 4. März 2023 (Sa.)                                               | Verfolgung (12,5 km)                                             | Johannes Thingnes Bø                                                | Tarjei Bø                                                                 | Martin Ponsiluoma                                                                            |
| 4. März 2023 (Sa.)                                               | Verfolgung (10 km)                                               | Marte Olsbu Røiseland                                               | Ingrid Landmark Tandrevold                                                | Anaïs Chevalier-Bouchet                                                                      |
| 5. März 2023 (So.)                                               | Mixedstaffel W-M (4 • 6 km)                                      | FrankreichLou Jeanmonnot Caroline Colombo Éric Perrot Fabien Claude | SchwedenAnna Magnusson Hanna Öberg Martin Ponsiluoma Sebastian Samuelsson | NorwegenKaroline Offigstad Knotten Ingrid Landmark Tandrevold Johannes Dale Endre Strømsheim |
| 5. März 2023 (So.)                                               | Single-Mixed-Staffel W-M                                         | NorwegenMarte Olsbu Røiseland Vetle Sjåstad Christiansen            | SchweizAmy Baserga Niklas Hartweg                                         | LettlandBaiba Bendika Andrejs Rastorgujevs                                                   |

## Verlauf

### Sprint

#### Männer
Start: Donnerstag, 2. März 2023, 16:10 Uhr
| Platz | Sportler                   | Zeit        | Schießfehler |
| ----- | -------------------------- | ----------- | ------------ |
| 1     | Johannes Thingnes Bø       | 22:39,6 min | 0+0          |
| 2     | Tarjei Bø                  | +30,0       | 0+0          |
| 3     | Vetle Sjåstad Christiansen | +1:15,2     | 0+1          |
| 4     | Endre Strømsheim           | +1:17,9     | 0+0          |
| 5     | Fabien Claude              | +1:23,0     | 1+0          |
| 6     | Martin Ponsiluoma          | +1:25,1     | 1+1          |
| 7     | Antonin Guigonnat          | +1:25,8     | 0+1          |
| 8     | Roman Rees                 | +1:27,4     | 1+0          |
| 9     | Jesper Nelin               | +1:42,0     | 1+0          |
| 10    | Niklas Hartweg             | +1:43,1     | 0+0          |
| 11    | David Komatz               | +1:43,7     | 0+0          |
| 12    | Benedikt Doll              | +1:45,0     | 2+0          |
| 0     |                            |             |              |
| 16    | Justus Strelow             | +1:55,8     | 0+1          |
| 20    | Johannes Kühn              | +2:16,6     | 0+2          |
| 25    | Simon Eder                 | +2:26,0     | 1+0          |
| 26    | Tommaso Giacomel           | +2:28,0     | 1+3          |
| 28    | Thierry Langer             | +2:29,9     | 1+0          |
| 30    | Philipp Nawrath            | +2:32,6     | 1+2          |
| 38    | David Zobel                | +2:46,1     | 2+1          |
| 40    | Joscha Burkhalter          | +2:47,1     | 0+2          |
| 46    | Sebastian Stalder          | +2:56,7     | 2+0          |
| 48    | Harald Lemmerer            | +3:06,1     | 1+1          |
| 49    | Serafin Wiestner           | +3:10,9     | 1+2          |
| 53    | Elia Zeni                  | +3:16,9     | 3+0          |
| 71    | Didier Bionaz              | +3:46,6     | 2+1          |
| 84    | Patrick Braunhofer         | +4:30,1     | 2+2          |
| DNS   | Jeremy Finello             |             |              |

Gemeldet: 99 
 Nicht am Start: 3
Auch den sechsten Sprint der Weltcupsaison konnte Johannes Thingnes Bø für sich entscheiden, womit er einen Rekord aufstellte. Zudem fixierte er mit dem Sieg den vorzeitigen Gewinn der kleinen Kristallkugel in der Sprintwertung. Beim norwegischen Vierfachsieg stach einzig Endre Strømsheim heraus, der sein bisheriges Bestresultat, aufgestellt 2021 in Nové Město, um acht Plätze unterbot. Roman Rees, Niklas Hartweg und David Komatz zeigten erneut mit sehr guten Leistungen auf, für Komatz war es gleichzeitig das beste Karriereergebnis. Ihr je zweitbestes Resultat erzielten Anton Dudtschenko (17.), Rene Zahkna (19.), Éric Perrot (21.) und Pawel Magasejew (34.). Für Otto Invenius (23.), Krešimir Crnković (31.) und Wladislaw Kirejew (33.) gab es ihr Karrierebestresultat, Invenius und Crnković schossen sogar jeweils zwei Fehler und überzeugten vor allem in der Loipe.

#### Frauen
Start: Freitag, 3. März 2023, 16:10 Uhr
| Platz | Sportler                   | Zeit        | Schießfehler |
| ----- | -------------------------- | ----------- | ------------ |
| 1     | Marte Olsbu Røiseland      | 19:28,4 min | 0+0          |
| 2     | Ingrid Landmark Tandrevold | +20,5       | 1+0          |
| 3     | Anaïs Chevalier-Bouchet    | +29,3       | 1+0          |
| 4     | Dorothea Wierer            | +35,4       | 0+1          |
| 5     | Vanessa Voigt              | +36,7       | 0+0          |
| 6     | Denise Herrmann-Wick       | +38,5       | 1+0          |
| 7     | Lisa Hauser                | +38,6       | 0+0          |
| 8     | Lisa Vittozzi              | +40,1       | 0+1          |
| 9     | Julia Simon                | +42,3       | 1+0          |
| 10    | Lena Häcki-Groß            | +42,9       | 1+0          |
| 0     |                            |             |              |
| 12    | Hanna Kebinger             | +48,5       | 1+0          |
| 14    | Elisa Gasparin             | +1:00,3     | 1+0          |
| 18    | Janina Hettich-Walz        | +1:17,5     | 1+0          |
| 19    | Amy Baserga                | +1:18,4     | 2+0          |
| 23    | Rebecca Passler            | +1:27,8     | 1+0          |
| 29    | Samuela Comola             | +1:32,9     | 0+1          |
| 31    | Anna Weidel                | +1:34,4     | 0+1          |
| 34    | Anna Juppe                 | +1:42,8     | 0+1          |
| 37    | Aita Gasparin              | +1:45,3     | 1+1          |
| 46    | Sophia Schneider           | +1:56,0     | 1+2          |
| 48    | Anna Gandler               | +2:03,9     | 1+1          |
| 56    | Dunja Zdouc                | +2:15,0     | 1+0          |
| 57    | Lotte Lie                  | +2:16,6     | 0+1          |
| 57    | Hannah Auchentaller        | +2:16,6     | 1+2          |
| 60    | Tamara Steiner             | +2:18,8     | 0+1          |

Gemeldet: 91 
 Nicht am Start:  Gabrielė Leščinskaitė
In einem extrem engen Sprintrennen konnte Marte Olsbu Røiseland ihren ersten Wettkampf der Saison für sich entscheiden, dabei überzeugte sie mit der drittschnellsten Gesamtzeit vor allem in der Loipe. Auch Tandrevold und Chevalier-Bouchet gehörten zu den schnellsten in der Spur und klassierten sich auf den dementsprechenden Rängen. Geschlossen stark präsentierten sich die deutschsprachigen Athletinnen, ausnahmslos alle erreichten das Verfolgungsrennen. Dabei stachen vor allem Vanessa Voigt und Hanna Kebinger heraus, auch Amy Baserga überzeugte mit der achtschnellsten Schlussrunde und Rang 19 trotz zweier Fehler. Ihr bestes Saisonresultat erzielte Julija Dschyma als Elfte, auch Polona Klemenčič (17.) und Nadia Moser (24.) überzeugten trotz Fehlschüssen. Erstmals Weltcuppunkte gab es für Anastassija Tolmatschowa auf Rang 36. Die besten sechzig und damit den Verfolger nicht erreichen konnte überraschenderweise Elvira Öberg, allgemein enttäuschten alle Schwedinnen, wobei die beste Anna Magnusson auf Rang 28 war.

### Verfolgung

#### Männer
Start: Samstag, 4. März 2023, 13:50 Uhr
| Platz | Sportler                   | Zeit        | Schießfehler |
| ----- | -------------------------- | ----------- | ------------ |
| 1     | Johannes Thingnes Bø       | 31:25,1 min | 0+0+1+1      |
| 2     | Tarjei Bø                  | +34,6       | 0+0+1+0      |
| 3     | Martin Ponsiluoma          | +1:11,0     | 0+3+1+1      |
| 4     | Benedikt Doll              | +1:14,5     | 0+0+1+1      |
| 5     | Fabien Claude              | +1:37,9     | 1+1+0+2      |
| 6     | Antonin Guigonnat          | +1:37,9     | 0+1+2+1      |
| 7     | Sebastian Samuelsson       | +1:38,3     | 0+0+2+2      |
| 8     | Vetle Sjåstad Christiansen | +1:41,6     | 1+2+0+1      |
| 9     | Roman Rees                 | +1:43,1     | 0+0+3+0      |
| 10    | Florent Claude             | +1:47,5     | 0+0+0+0      |
| 11    | Philipp Nawrath            | +2:00,9     | 0+1+2+0      |
| 12    | Niklas Hartweg             | +2:04,2     | 0+0+2+1      |
| 0     |                            |             |              |
| 14    | Tommaso Giacomel           | +2:19,5     | 1+0+2+0      |
| 17    | Justus Strelow             | +2:26,2     | 0+0+1+1      |
| 18    | David Zobel                | +2:28,1     | 0+1+0+0      |
| 19    | Simon Eder                 | +2:29,9     | 0+0+2+0      |
| 21    | Johannes Kühn              | +2:55,0     | 0+1+3+0      |
| 30    | David Komatz               | +3:43,5     | 1+0+1+1      |
| 32    | Sebastian Stalder          | +4:11,4     | 0+1+1+2      |
| 34    | Serafin Wiestner           | +4:22,5     | 0+1+1+1      |
| 40    | Joscha Burkhalter          | +4:44,0     | 0+2+2+1      |
| 47    | Thierry Langer             | +5:08,2     | 2+3+2+0      |
| 48    | Harald Lemmerer            | +5:11,8     | 0+1+1+1      |
| 55    | Elia Zeni                  | +7:12,1     | 1+3+3+0      |

Gemeldet: 60 
 Nicht am Start: 2 
 Nicht beendet:  Timofei Lapschin 
 Überrundet:  Edgars Mise
Einen weiteren Rekord brach Johannes Thingnes Bø mit diesem Verfolgungsrennen, mit 19 Podestplätzen in Folge übertraf er die bisherige Bestmarke Martin Fourcades um einen Platz. Einen spannenden Schlussspurt lieferten sich Ponsiluoma und Doll um den dritten Platz, auch die Franzosen Fabien Claude und Antonin Guigonnat konnten auf der Schlussrunde überzeugen. Für Florent Claude und Philipp Nawrath gab es das beste Saisonergebnis im Weltcup, Claude war hier auch der einzige Athlet, der alle zwanzig Scheiben traf. Den größten Rückstand konnte Andrejs Rastorgujevs gutmachen, er machte 36 Plätze gut und kam auf Rang 23 ins Ziel.

#### Frauen
Start: Samstag, 4. März 2023, 15:45 Uhr
| Platz | Sportler                   | Zeit        | Schießfehler |
| ----- | -------------------------- | ----------- | ------------ |
| 1     | Marte Olsbu Røiseland      | 29:22,7 min | 0+1+0+0      |
| 2     | Ingrid Landmark Tandrevold | +2,2        | 1+0+0+0      |
| 3     | Anaïs Chevalier-Bouchet    | +15,3       | 0+0+0+0      |
| 4     | Julia Simon                | +53,0       | 0+1+0+1      |
| 5     | Lisa Vittozzi              | +1:09,6     | 0+0+1+1      |
| 6     | Denise Herrmann-Wick       | +1:09,6     | 0+1+2+0      |
| 7     | Hanna Kebinger             | +1:10,3     | 0+0+0+2      |
| 8     | Markéta Davidová           | +1:16,7     | 0+0+2+0      |
| 9     | Lisa Hauser                | +1:49,2     | 1+1+0+1      |
| 10    | Hanna Öberg                | +1:54,4     | 2+0+0+1      |
| 0     |                            |             |              |
| 12    | Vanessa Voigt              | +2:03,4     | 0+0+0+2      |
| 15    | Dorothea Wierer            | +2:13,9     | 0+0+2+2      |
| 18    | Rebecca Passler            | +2:32,9     | 0+0+2+0      |
| 19    | Samuela Comola             | +2:38,7     | 0+0+2+0      |
| 24    | Janina Hettich-Walz        | +2:47,5     | 0+0+2+1      |
| 25    | Anna Weidel                | +2:54,6     | 0+1+0+2      |
| 29    | Amy Baserga                | +3:06,4     | 0+0+3+1      |
| 30    | Hannah Auchentaller        | +3:09,5     | 0+1+1+0      |
| 31    | Lena Häcki-Groß            | +3:09,5     | 3+0+1+2      |
| 32    | Elisa Gasparin             | +3:10,1     | 1+0+0+2      |
| 33    | Anna Gandler               | +3:10,3     | 1+0+0+1      |
| 35    | Tamara Steiner             | +3:19,2     | 0+0+0+0      |
| 41    | Lotte Lie                  | +3:52,7     | 1+0+0+0      |
| 44    | Aita Gasparin              | +4:19,5     | 1+0+1+2      |
| 45    | Dunja Zdouc                | +4:19,7     | 2+0+0+0      |
| 49    | Anna Juppe                 | +4:44,4     | 3+1+1+0      |
| DNS   | Sophia Schneider           |             |              |

Gemeldet: 60 
 Nicht am Start: 3
In einem extrem spannenden Schlusssprint rang Marte Olsbu Røiseland ihre Teamkollegin Tandrevold nieder, womit sie ihren zweiten Saisonsieg fixierte. Chevalier-Bouchet war neben Tamara Steiner die einzige Athletin, die alle zwanzig Scheiben traf und lief auf den dritten Rang. Ihr bestes Karriereergebnis im regulären Weltcup erzielten Hanna Kebinger und Samuela Comola. Große Rückstände holten Hannah Auchentaller und Emma Lunder auf und klassierten sich nach den Ausgangspositionen 58 und 54 in den Top 30. Im Gegensatz dazu verloren alle vier Schweizer Starter relativ viele Plätze im Vergleich zum Sprint.

### Mixedstaffel
Start: Sonntag, 5. März 2023, 11:30 Uhr
| Platz | Land        | Sportler                                                                             | Zeit        | Strafrunden + Nachlader         |
| ----- | ----------- | ------------------------------------------------------------------------------------ | ----------- | ------------------------------- |
| 1     | Frankreich  | Lou Jeanmonnot Caroline Colombo Éric Perrot Fabien Claude                            | 1:06:32,3 h | 0+0 0+0 0+3 0+1 0+3 0+0 0+0 0+0 |
| 2     | Schweden    | Anna Magnusson Hanna Öberg Martin Ponsiluoma Sebastian Samuelsson                    | +33,6       | 0+0 0+3 0+3 0+2 0+3 0+3 0+2 0+2 |
| 3     | Norwegen    | Karoline Offigstad Knotten Ingrid Landmark Tandrevold Johannes Dale Endre Strømsheim | +38,3       | 0+1 0+2 0+1 0+3 0+3 0+3 0+3 0+0 |
| 4     | Deutschland | Janina Hettich-Walz Vanessa Voigt Philipp Nawrath Benedikt Doll                      | +1:07,7     | 0+1 0+1 0+1 0+2 0+2 1+3 0+0 0+3 |
| 5     | Italien     | Lisa Vittozzi Samuela Comola Didier Bionaz Tommaso Giacomel                          | +1:13,3     | 0+0 0+0 0+2 0+0 0+1 0+2 0+0 0+1 |
| 6     | Ukraine     | Julija Dschyma Olena Bilossjuk Artem Pryma Anton Dudtschenko                         | +1:35,5     | 0+0 0+1 0+1 0+0 0+2 0+1 0+0 1+3 |
| 7     | Tschechien  | Tereza Voborníková Markéta Davidová Michal Krčmář Tomáš Mikyska                      | +2:05,4     | 0+2 0+3 0+0 0+2 1+3 0+1 0+2 0+2 |
| 8     | Österreich  | Anna Gandler Tamara Steiner David Komatz Harald Lemmerer                             | +2:14,2     | 0+0 0+3 0+0 0+0 1+3 0+1         |
| 9     | Schweiz     | Elisa Gasparin Lena Häcki-Groß Sebastian Stalder Serafin Wiestner                    | +3:03,4     | 0+0 0+2 0+1 0+3 0+2 1+3 2+3 0+1 |
| 10    | Finnland    | Nastassja Kinnunen Erika Jänkä Jaakko Ranta Otto Invenius                            | +3:30,4     | 0+1 0+3 0+0 1+3 0+0 0+1 0+0 0+2 |

Gemeldet: 23 Staffeln 
 Nicht am Start:  Moldau 
 Überrundet: 7
Trotz der nicht vorhandenen Topbesetzung gelang es den Franzosen, auch die zweite Mixedstaffel der Saison für sich zu entscheiden, für Colombo und Perrot war dies gleichzeitig der erste Weltcupsieg. Dahinter ordneten sich die üblichen Nationen ein, wobei es keine großen Überraschungen gab. Die ukrainische Staffel lag nach dem zweiten Wechsel dank einer starken Schlussrunde von Bilossjuk auf dem zweiten Rang, nach einer Strafrunde von Dudtschenko beim letzten Schießen zerschlugen sich, wie auch bei der österreichischen Staffel, die Medaillenhoffnungen. Ein eher enttäuschendes Rennen lieferten die Schweizer, nach drei Strafrunden und etlichen Nachladern klassierte man sich drei Plätze vor Slowenien, die ebenfalls zu Beginn auf Podestkurs lagen, durch Anamarija Lampič und Toni Vidmar aber insgesamt acht Strafrunden absolvieren mussten.

### Single-Mixed-Staffel
Start: Sonntag, 5. März 2023, 15:15 Uhr
| Platz | Land        | Sportler                                         | Zeit        | Strafrunden + Nachlader             |
| ----- | ----------- | ------------------------------------------------ | ----------- | ----------------------------------- |
| 1     | Norwegen    | Marte Olsbu Røiseland Vetle Sjåstad Christiansen | 36:40,5 min | 0+2 0+0 / 0+0 0+1 0+2 0+2 / 0+0 0+0 |
| 2     | Schweiz     | Amy Baserga Niklas Hartweg                       | +17,6       | 0+0 0+2 / 0+1 0+3 0+1 0+2 / 0+1 0+0 |
| 3     | Lettland    | Baiba Bendika Andrejs Rastorgujevs               | +29,5       | 0+0 0+1 / 0+2 0+3 0+0 0+1 / 0+0 0+2 |
| 4     | Frankreich  | Anaïs Chevalier-Bouchet Antonin Guigonnat        | +45,1       | 0+1 1+3 / 0+1 0+1 0+1 0+0 / 0+3 0+1 |
| 5     | Österreich  | Lisa Hauser Simon Eder                           | +51,4       | 0+0 0+2 / 0+0 0+1 0+1 0+3 / 0+0 1+3 |
| 6     | Ukraine     | Anastassija Merkuschyna Bohdan Zymbal            | +52,6       | 0+3 0+0 / 0+0 0+0 0+1 0+0 / 0+1 1+3 |
| 7     | Deutschland | Hanna Kebinger Roman Rees                        | +53,1       | 0+2 0+0 / 0+2 0+0 0+0 0+3 / 0+0 1+3 |
| 8     | Kanada      | Emma Lunder Christian Gow                        | +59,6       | 0+0 0+3 / 0+0 2+3 0+0 0+0 / 0+1 0+0 |
| 9     | Schweden    | Mona Brorsson Jesper Nelin                       | +1:15,2     | 0+0 0+1 / 0+0 0+1 0+0 0+0 / 0+2 2+3 |
| 10    | Rumänien    | Anastassija Tolmatschowa Dmitri Schamajew        | +1:35,5     | 0+0 0+1 / 0+3 0+3 0+0 0+2 / 0+0 0+0 |
| 0     |             |                                                  |             |                                     |
| 13    | Belgien     | Lotte Lie Florent Claude                         | +2:05,6     | 0+1 0+2 / 0+1 0+3 0+1 0+1 / 0+1 0+1 |
| 18    | Italien     | Rebecca Passler Elia Zeni                        | +2:23,2     | 0+0 0+2 / 0+1 0+1 0+1 2+3 / 1+3 0+1 |

Gemeldet und am Start: 25 Staffeln 
 Überrundet: 3
Auch in der Single-Mixed-Staffel wiederholte sich mit dem norwegischen Team der Sieger vom Wettkampf auf der Pokljuka, wobei sich Marte Olsbu Røiseland und Vetle Sjåstad Christiansen deutlich schwerer taten. Bis zum letzten Liegendschießen war die schwedische Staffel noch in Führung, durch zwei Strafrunden fiel Nelin allerdings auf den neunten Rang zurück. Hinter den Siegern klassierten sich mit den Schweizern die Drittplatzierten von der Pokljuka, Hartweg brauchte entscheidend beim letzten Anschlag als einziger Athlet der Verfolgergruppe keinen Nachlader. Für die lettische Staffel war der dritte Platz eine Premiere in einer Mixedstaffel, für Baiba Bendika war es gleichzeitig ihr erstes Weltcuppodest der Karriere. Für Kanada und Rumänien war der Top-10-Platz hervorragend, enttäuschend verlief das Rennen vor allem für die USA und Italien, die sich außerhalb der besten 15 Staffeln klassierten.

## Auswirkungen

### Auf den Gesamtweltcup
| Rang | Name                       | Punkte | Siege | Verän- derung |
| ---- | -------------------------- | ------ | ----- | ------------- |
| 1    | Johannes Thingnes Bø       | 1319   | 13    |               |
| 2    | Sturla Holm Lægreid        | 920    | 1     |               |
| 3    | Vetle Sjåstad Christiansen | 682    | 0     |               |
| 4    | Tarjei Bø                  | 598    | 0     |               |
| 5    | Martin Ponsiluoma          | 567    | 1     |               |
| 6    | Benedikt Doll              | 534    | 0     |               |
| 7    | Quentin Fillon Maillet     | 510    | 0     |               |
| 8    | Roman Rees                 | 510    | 0     |               |
| 9    | Johannes Dale              | 500    | 1     |               |
| 10   | Fabien Claude              | 499    | 0     |               |

| Rang | Name                       | Punkte | Siege | Verän- derung |
| ---- | -------------------------- | ------ | ----- | ------------- |
| 1    | Julia Simon                | 893    | 3     |               |
| 2    | Elvira Öberg               | 735    | 3     |               |
| 3    | Lisa Vittozzi              | 720    | 1     |               |
| 4    | Dorothea Wierer            | 679    | 1     |               |
| 5    | Denise Herrmann-Wick       | 668    | 2     |               |
| 6    | Ingrid Landmark Tandrevold | 627    | 0     |               |
| 7    | Lisa Hauser                | 574    | 2     |               |
| 8    | Markéta Davidová           | 554    | 0     |               |
| 9    | Anaïs Chevalier-Bouchet    | 523    | 0     |               |
| 10   | Linn Persson               | 518    | 0     |               |

### Auf die Mixedstaffelwertung
Durch die zwei Siege in den Mixedstaffeln sowie einem zweiten und einem vierten Platz entschied Frankreich die Mixedstaffelwertung für sich, dahinter klassierte sich mit 25 Punkten Abstand Norwegen, die ebenfalls zwei Wettkämpfe für sich entscheiden konnten. Ein großer Erfolg ist der dritte Platz für das Schweizer Team, welcher durch zwei Podestplätze, einem vierten und einem neunten Rang möglich gemacht wurde. Schweden, Italien, Deutschland und Österreich nahmen die Folgepositionen ein, während Belgien in der Wertung auf Rang 25 geführt wurde.

## Debütanten
Folgende Athleten nahmen zum ersten Mal an einem Biathlon-Weltcup teil. Dabei kann es sich sowohl um Individualrennen, als auch um Staffelrennen handeln.
| Männer         | Frauen      |
| -------------- | ----------- |
| ( Guoqiang Ma) | ( Wen Ying) |
| Jonni Mukkala  |             |

Die beiden Chinesen nahmen bereits an den Weltmeisterschaften teil und sind deshalb hier nur in Klammern geführt.